# IT-Berater

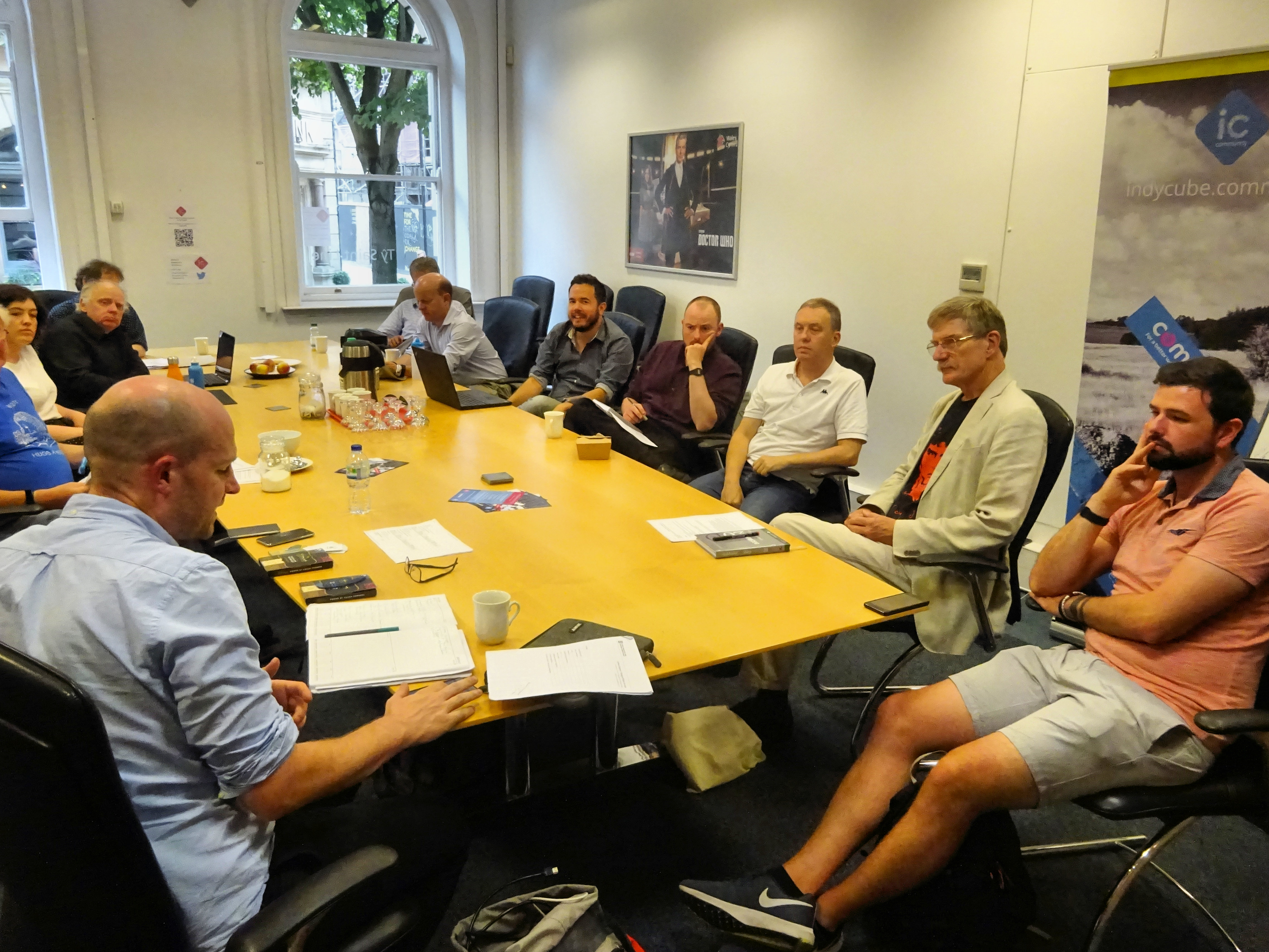
Arbeits-/Projektbesprechung mit IT-Berater und anderen Teammitgliedern

IT-Berater (auch IT Consultant, EDV-Berater, ICT-Berater oder, mit Zusatz, Junior bzw. Senior IT-Berater) beraten Unternehmen oder Projektgruppen bei der Einführung, Wartung und Weiterentwicklung von IT-Systemen.

## Berufsbild
Der Begriff IT-Berater ist eine sehr weit gefasste Berufsbezeichnung. Er ist als Dienstleistungsberuf im Überschneidungsfeld von ingenieurmäßigen IT-Berufen und klassischer (Management- oder) Unternehmensberatung angesiedelt.
Allgemein werden breite Kenntnisse der Informatik, insbesondere der Softwaretechnik für eine Tätigkeit als IT-Berater vorausgesetzt. Auf dieser grundlegenden Qualifikation aufbauend, sind die meisten IT-Berater fachlich spezialisiert und widmen sich in der Ausübung ihrer Tätigkeit schwerpunktmäßig einem oder einigen wenigen Themenfeldern, wie z. B. der Anforderungsanalyse (Requirements Engineering) für Betriebliche Informationssysteme, der Sicherheitsanalyse von IT-Systemen oder dem Asset Management. Weiterhin sind die meisten IT-Berater auf eine spezifische Branche, wie z. B. die Automobilindustrie oder Banken und Versicherungen, spezialisiert.
Neben den Systemhäusern, die für ihre eigenen Systeme Beratungsdienstleistungen anbieten, sind auch viele Unternehmensberatungen in der IT-Beratung aktiv. IT-Berater können freiberuflich oder gewerbetreibend tätig sein.
Durch typische Projektlaufzeiten von 3 Monaten bis zu einigen Jahren und teilweise sehr spezifische Kenntnisanforderungen auf Kundenseite ist es notwendig, sehr individuell auf die Bedürfnisse des Kunden einzugehen und die Projektaufgaben durch ein entsprechendes Projektmanagement regelmäßig zu controllen und nachzuhalten.
Die Projekte, in denen IT-Berater tätig sind, können von ganz unterschiedlicher Natur sein: Sie reichen von der Entwicklung einer passenden Unternehmensstrategie bis hin zur technischen Umsetzung und Implementierung einzelner Softwarekomponenten. Beispielsweise wird in einem Projekt zur Umsetzung neuer gesetzlicher Buchhaltungsvorschriften zunächst eine Studie zur Umsetzbarkeit der neuen Anforderungen erstellt. Anschließend wird eine geeignete Buchungs- und Kontenlogik entwickelt. Abschließend werden die neuen Anpassungen getestet und im System implementiert.

## Berufsbezeichnung
Die Berufsbezeichnung IT-Berater ist nach deutschem Recht kein geschützter Begriff, und ein formaler Qualifikationsnachweis muss zur Aufnahme der Berufstätigkeit als IT-Berater nicht erbracht werden.
Seit 2002 gibt es aber die gesetzlich geschützte Berufsbezeichnung Geprüfter IT-Berater (Certified IT Business Consultant) als Weiterbildungsqualifikation nach dem Berufsbildungsgesetz (BBiG).

## Aufgaben
Typische Aufgaben sind:
- Beraten beim Erarbeiten von ICT-Strategien
- Beraten bei der Konzeption von ICT-Lösungen
- Beraten bei der Umsetzung von ICT-Lösungen
- Beraten bei der Formulierung von Anforderungen, Zielen, Regelungen und Richtlinien
- Beraten hinsichtlich aktueller Trends
- Akquirieren von ICT-Beratungsprojekten
- Durchführen von ICT-Beratungsprojekten
- Erstellen von kundenspezifischen Lösungsangeboten
- Unterhalten des Angebotsportfolios
- Bewerten von ICT-Systemen bezüglich technischer und wirtschaftlicher Kriterien
- Erstellen von Studien und Konzepten
- Beurteilen von Studien und Konzepten
- Erarbeiten von Pflichtenheften und Ausschreibungsunterlagen
- Durchführen von Evaluationen
- Beurteilen von Evaluationsergebnissen

## Kompetenzbereiche
Nach dem Fachverband SwissICT werden sehr hohe Anforderungen bezüglich Wissen/Erfahrung/Kompetenz vorausgesetzt:
Business-/stellenbezogene Kompetenzen
- Veränderung des Geschäfts durch die ICT
- Beratung und Verkauf

Persönliche Kompetenzen
- Kommunikation
- Selbstmanagement/Führen der eigenen Person
- Gestaltung und Problemlösung

## Markt für IT-Beratung und Systemintegration in Deutschland
2013 bestimmten gemäß der Lünendonk-Liste die folgenden Anbieter maßgeblich den deutschen Markt für IT-Beratung und Systemintegration:
| Rang | Unternehmen                               | Umsatz in Deutschland in Mio. Euro | Mitarbeiterzahl in Deutschland |
| ---- | ----------------------------------------- | ---------------------------------- | ------------------------------ |
| 1    | Accenture 1                               | 2.400,0                            | 9.700                          |
| 2    | T-Systems 2                               | 1.600,0                            | 5.000                          |
| 3    | IBM Deutschland 1, 2                      | 1.450,0                            | 4.600                          |
| 4    | Capgemini Deutschland 1                   | 1.160,0                            | 4.600                          |
| 5    | msg systems 4                             | 1.031,0                            | 8.500                          |
| 6    | NTT Data 3                                | 795,0                              | 5.053                          |
| 7    | Atos Information Technology 2             | 710,0                              | 3.200                          |
| 8    | DXC Technology 2, 5                       | 610,0                              | 2.000                          |
| 9    | Tata Consultancy Services Deutschland *   | 583,0                              | 1.800                          |
| 10   | Infosys Limited *                         | 550,0                              | 1.800                          |
| 11   | MHP Management- und IT-Beratung           | 488,7                              | 2.460                          |
| 12   | Allgeier                                  | 485,9                              | 2.812                          |
| 13   | Sopra Steria Consulting                   | 461,0                              | 2.796                          |
| 14   | CGI Deutschland 6                         | 436,0                              | 4.200                          |
| 15   | Arvato Systems                            | 379,2                              | 2.129                          |
| 16   | Adesso                                    | 361,0                              | 3.415                          |
| 17   | Cognizant Technology Solutions 7          | 350,0                              | 1.900                          |
| 18   | All for One Group                         | 306,5                              | 1.420                          |
| 19   | Materna Information & Communications      | 282,0                              | 2.043                          |
| 20   | ESG Elektroniksystem- und Logistik-Gruppe | 279,6                              | 1.850                          |
| 21   | Reply AG 8                                | 271,3                              | 1.715                          |
| 22   | Lufthansa Industry Solutions              | 254,0                              | 1.629                          |
| 23   | Wipro 10                                  | 230,0                              | 1.188                          |
| 24   | valantic 10                               | 137,0                              | 951                            |
| 25   | Senacor Technologies AG                   | 136,0                              | 477                            |

Die Aufnahme in dieses Ranking unterliegt genau definierten Kriterien. Mehr als 60 Prozent des Umsatzes werden mit IT-Beratung, Individual-Software-Entwicklung und Systemintegration erzielt.

## Qualifikationsmaßnahmen
Bis 2002 gab es keine eigenständigen Studiengänge oder Berufsausbildungen, die direkt zum Berufsbild des IT-Beraters führten, deswegen haben die in Deutschland tätigen IT-Berater relativ unterschiedliche berufliche Hintergründe und Werdegänge.
Die klassische Qualifikationsmaßnahme für eine spätere Tätigkeit als IT-Berater (insbesondere in großen Beratungs- und Systemhäusern) stellt ein Hochschulstudium dar, typischerweise in Informatik, Wirtschaftsinformatik oder einem angrenzenden Fachgebiet.
Die Universität Hamburg bietet seit dem Wintersemester 2010/2011 mit dem konsekutiven Masterstudiengang IT-Management und -Consulting erstmals in Deutschland einen spezifischen universitären Ausbildungsweg für IT-Berater an. Seit dem Sommersemester 2007 wird ein ebenfalls konsekutiver Masterstudiengang Information Management und Consulting (M.Sc.) an der Hochschule Ludwigshafen angeboten. Auch an der Fachhochschule der Wirtschaft (FHDW) gibt es einen Studiengang für IT-Consulting, hier allerdings bereits auf Bachelor-Ebene.
Daneben existiert seit 2002 auch der zertifizierte IT-Berater im Rahmen der staatlichen IT-Fortbildungsverordnungen.
Die sog. „Operative Professionals“ sind in vier unterschiedliche Profile aufgeteilt: Certified IT Systems Manager (Geprüfter IT-Entwickler), Certified IT Business Manager (Geprüfter IT-Projektleiter), Certified IT Business Consultant (Geprüfter IT-Berater) und Certified IT Marketing Manager (Geprüfter IT-Ökonom).
Im Rahmen dieser berufsbegleitenden Ausbildung müssen insgesamt sieben Prüfungen abgelegt und eine Praxisarbeit angefertigt werden, Voraussetzung für die Zulassung zur Prüfung ist der Nachweis der Qualifikation eines zertifizierten Spezialisten oder einer entsprechenden Qualifikation. Die Prüfungen werden in der Regel bei den örtlichen IHK absolviert.
Diese Abschlüsse entsprechen in etwa dem 'Industriemeister' in den gewerblichen und handwerklichen Berufen.